# Liga mistrů UEFA 2009/2010 – skupinová část
Skupinová fáze Ligy mistrů UEFA 2009/10 proběhla od 15. září do 9. prosince 2009. Losování pro osm skupin se konalo dne 27. srpna 2009 v Grimaldi Forum v Monaku.
Do Skupinové fáze je automaticky kvalifikováno 22 mužstev a 10 vítězů z 4. předkola.
Po skončení základních skupin, nejlepší dva týmy v každé skupině postupují do osmifinále, zatímco tým, který se umístil na třetí pozici postupuje do Evropské ligy, čtvrtý umístěný tým vypadává z pohárové Evropy.

## Skupiny
| Vysvětlivka k barvám v tabulkách |
| -------------------------------- |
| Postup do osmifinále.            |
| Postup do 2. kola Evropské ligy. |

## Skupina A
| Klub               | Z | V | R | P | GV | GO | GR | B  |
| ------------------ | - | - | - | - | -- | -- | -- | -- |
| Girondins Bordeaux | 6 | 5 | 1 | 0 | 9  | 2  | +7 | 16 |
| Bayern Mnichov     | 6 | 3 | 1 | 2 | 9  | 5  | +4 | 10 |
| Juventus           | 6 | 2 | 2 | 2 | 4  | 7  | −3 | 8  |
| Makabi Haifa       | 6 | 0 | 0 | 6 | 0  | 8  | −8 | 0  |

| 15. září 2009 20:45 SEČ |        |                    |                                                                              |
| Juventus                | 1 – 1  | Girondins Bordeaux | Stadio Olimpico di Torino, Turín diváci: 17,513 rozhodčí: Tom Henning Øvrebø |
| Iaquinta 63'            | report | Plašil 75'         | Stadio Olimpico di Torino, Turín diváci: 17,513 rozhodčí: Tom Henning Øvrebø |

| 15. září 2009 20:45 SEČ |        |                                |                                                                     |
| Makabi Haifa            | 0 – 3  | Bayern Mnichov                 | Ramat Gan Stadium, Ramat Gan diváci: 38,789 rozhodčí: Damir Skomina |
|                         | report | Van Buyten 64' Müller 85', 88' | Ramat Gan Stadium, Ramat Gan diváci: 38,789 rozhodčí: Damir Skomina |

| 30. září 2009 20:45 SEČ |        |          |                                                             |
| Bayern Mnichov          | 0 – 0  | Juventus | Allianz Arena, Mnichov diváci: 66,000 rozhodčí: Howard Webb |
|                         | report |          | Allianz Arena, Mnichov diváci: 66,000 rozhodčí: Howard Webb |

| 30. září 2009 20:45 SEČ |        |              |                                                                       |
| Girondins Bordeaux      | 1 – 0  | Makabi Haifa | Stade Chaban-Delmas, Bordeaux diváci: 28,748 rozhodčí: Eric Braamhaar |
| Ciani 83'               | report |              | Stade Chaban-Delmas, Bordeaux diváci: 28,748 rozhodčí: Eric Braamhaar |

| 21. října 2009 20:45 SEČ |        |                |                                                                    |
| Girondins Bordeaux       | 2 – 1  | Bayern Mnichov | Stade Chaban-Delmas, Bordeaux diváci: 31,321 rozhodčí: Terje Hauge |
| Ciani 27' Planus 40'     | report | Ciani 6' (vl.) | Stade Chaban-Delmas, Bordeaux diváci: 31,321 rozhodčí: Terje Hauge |

| 21. října 2009 20:45 SEČ |        |              |                                                                                |
| Juventus                 | 1 – 0  | Makabi Haifa | Stadio Olimpico di Torino, Turín diváci: 21,303 rozhodčí: Olegário Benquerença |
| Chiellini 47'            | report |              | Stadio Olimpico di Torino, Turín diváci: 21,303 rozhodčí: Olegário Benquerença |

| 3. listopadu 2009 20:45 SEČ |        |                         |                                                               |
| Bayern Mnichov              | 0 – 2  | Girondins Bordeaux      | Allianz Arena, Mnichov diváci: 66,000 rozhodčí: Pedro Proença |
|                             | report | Gourcuff 37' Šamach 90' | Allianz Arena, Mnichov diváci: 66,000 rozhodčí: Pedro Proença |

| 3. listopadu 2009 20:45 SEČ |        |                  |                                                                   |
| Makabi Haifa                | 0 – 1  | Juventus         | Ramat Gan Stadium, Ramat Gan diváci: 39,120 rozhodčí: Terje Hauge |
|                             | report | Camoranesi 45+2' | Ramat Gan Stadium, Ramat Gan diváci: 39,120 rozhodčí: Terje Hauge |

| 25. listopadu 2009 20:45 SEČ |        |          |                                                                                   |
| Girondins Bordeaux           | 2 – 0  | Juventus | Stade Chaban-Delmas, Bordeaux diváci: 32,195 rozhodčí: Eduardo Iturralde González |
| Fernando 54' Šamach 90+4'    | report |          | Stade Chaban-Delmas, Bordeaux diváci: 32,195 rozhodčí: Eduardo Iturralde González |

| 25. listopadu 2009 20:45 SEČ |        |              |                                                               |
| Bayern Mnichov               | 1 – 0  | Makabi Haifa | Allianz Arena, Mnichov diváci: 58,000 rozhodčí: Craig Thomson |
| Olić 62'                     | report |              | Allianz Arena, Mnichov diváci: 58,000 rozhodčí: Craig Thomson |

| 8. prosince 2009 20:45 SEČ |        |                                                   |                                                                           |
| Juventus                   | 1 – 4  | Bayern Mnichov                                    | Stadio Olimpico di Torino, Turín diváci: 27,801 rozhodčí: Massimo Busacca |
| Trezeguet 19'              | report | Butt 30' (pen.) Olić 52' Gómez 83' Tymoščuk 90+2' | Stadio Olimpico di Torino, Turín diváci: 27,801 rozhodčí: Massimo Busacca |

| 8. prosince 2009 20:45 SEČ |        |                    |                                                                      |
| Makabi Haifa               | 0 – 1  | Girondins Bordeaux | Ramat Gan Stadium, Ramat Gan diváci: 25,800 rozhodčí: Jonas Eriksson |
|                            | report | Jussiê 13'         | Ramat Gan Stadium, Ramat Gan diváci: 25,800 rozhodčí: Jonas Eriksson |

## Skupina B
| Klub                 | Z | V | R | P | GV | GO | GR | B  |
| -------------------- | - | - | - | - | -- | -- | -- | -- |
| Manchester United FC | 6 | 4 | 1 | 1 | 10 | 6  | +4 | 13 |
| PFK CSKA Moskva      | 6 | 3 | 1 | 2 | 10 | 10 | 0  | 10 |
| Wolfsburg            | 6 | 2 | 1 | 3 | 9  | 8  | +1 | 7  |
| Beşiktaş JK          | 6 | 1 | 1 | 4 | 3  | 8  | −5 | 4  |

| 15. září 2009 20:45 SEČ      |        |                 |                                                                      |
| Wolfsburg                    | 3 – 1  | PFK CSKA Moskva | Volkswagen Arena, Wolfsburg diváci: 25,017 rozhodčí: Stéphane Lannoy |
| Grafite 36', 41' (pen.), 87' | report | Dzagojev 76'    | Volkswagen Arena, Wolfsburg diváci: 25,017 rozhodčí: Stéphane Lannoy |

| 15. září 2009 20:45 SEČ |        |                      |                                                                     |
| Beşiktaş JK             | 0 – 1  | Manchester United FC | BJK İnönü Stadium, Istanbul diváci: 26,448 rozhodčí: Nicola Rizzoli |
|                         | report | Scholes 77'          | BJK İnönü Stadium, Istanbul diváci: 26,448 rozhodčí: Nicola Rizzoli |

| 30. září 2009 18:30 SEČ |        |             |                                                                 |
| PFK CSKA Moskva         | 2 – 1  | Beşiktaş JK | Lužniki, Moskva diváci: 19,750 rozhodčí: Manuel Mejuto González |
| Dzagojev 7' Krasić 61'  | report | Dağ 90+2'   | Lužniki, Moskva diváci: 19,750 rozhodčí: Manuel Mejuto González |

| 30. září 2009 20:45 SEČ |        |           |                                                                 |
| Manchester United FC    | 2 – 1  | Wolfsburg | Old Trafford, Manchester diváci: 74,037 rozhodčí: Viktor Kassai |
| Giggs 59' Carrick 78'   | report | Džeko 56' | Old Trafford, Manchester diváci: 74,037 rozhodčí: Viktor Kassai |

| 21. října 2009 18:30 SEČ |        |                      |                                                          |
| PFK CSKA Moskva          | 0 – 1  | Manchester United FC | Lužniki, Moskva diváci: 51,250 rozhodčí: Claus Bo Larsen |
|                          | report | Valencia 86'         | Lužniki, Moskva diváci: 51,250 rozhodčí: Claus Bo Larsen |

| 21. října 2009 20:45 SEČ |        |             |                                                                      |
| Wolfsburg                | 0 – 0  | Beşiktaş JK | Volkswagen Arena, Wolfsburg diváci: 25,778 rozhodčí: Roberto Rosetti |
|                          | report |             | Volkswagen Arena, Wolfsburg diváci: 25,778 rozhodčí: Roberto Rosetti |

| 3. listopadu 2009 20:45 SEČ         |        |                                        |                                                                        |
| Manchester United FC                | 3 – 3  | PFK CSKA Moskva                        | Old Trafford, Manchester diváci: 73,718 rozhodčí: Olegário Benquerença |
| Owen 29' Scholes 84' Valencia 90+2' | report | Dzagojev 25' Krasić 31' Berezutski 47' | Old Trafford, Manchester diváci: 73,718 rozhodčí: Olegário Benquerença |

| 3. listopadu 2009 20:45 SEČ |        |                                     |                                                                               |
| Beşiktaş JK                 | 0 – 3  | Wolfsburg                           | BJK İnönü Stadium, Istanbul diváci: 18,116 rozhodčí: Alberto Undiano Mallenco |
|                             | report | Misimović 14' Gentner 80' Džeko 87' | BJK İnönü Stadium, Istanbul diváci: 18,116 rozhodčí: Alberto Undiano Mallenco |

| 25. listopadu 2009 18:30 SEČ |        |           |                                                         |
| PFK CSKA Moskva              | 2 – 1  | Wolfsburg | Lužniki, Moskva diváci: 13,478 rozhodčí: Nicola Rizzoli |
| Necid 58' Krasić 66'         | report | Džeko 19' | Lužniki, Moskva diváci: 13,478 rozhodčí: Nicola Rizzoli |

| 25. listopadu 2009 20:45 SEČ |        |             |                                                                   |
| Manchester United FC         | 0 – 1  | Beşiktaş JK | Old Trafford, Manchester diváci: 74,242 rozhodčí: Stéphane Lannoy |
|                              | report | Tello 20'   | Old Trafford, Manchester diváci: 74,242 rozhodčí: Stéphane Lannoy |

| 8. prosince 2009 20:45 SEČ |        |                      |                                                                    |
| Wolfsburg                  | 1 – 3  | Manchester United FC | Volkswagen Arena, Wolfsburg diváci: 26,490 rozhodčí: Bjorn Kuipers |
| Džeko 56'                  | report | Owen 44', 83', 90+1' | Volkswagen Arena, Wolfsburg diváci: 26,490 rozhodčí: Bjorn Kuipers |

| 8. prosince 2009 20:45 SEČ |        |                          |                                                                     |
| Beşiktaş JK                | 1 – 2  | PFK CSKA Moskva          | BJK İnönü Stadium, Istanbul diváci: 16,129 rozhodčí: Martin Hansson |
| Bobô 86'                   | report | Krasić 41' Aldonin 90+5' | BJK İnönü Stadium, Istanbul diváci: 16,129 rozhodčí: Martin Hansson |

## Skupina C
| Klub        | Z | V | R | P | GV | GO | GR | B  |
| ----------- | - | - | - | - | -- | -- | -- | -- |
| Real Madrid | 6 | 4 | 1 | 1 | 15 | 7  | +8 | 13 |
| AC Milán    | 6 | 2 | 3 | 1 | 8  | 7  | +1 | 9  |
| Marseille   | 6 | 2 | 1 | 3 | 10 | 10 | 0  | 7  |
| FC Curych   | 6 | 1 | 1 | 4 | 5  | 14 | −9 | 4  |

| 15. září 2009 20:45 SEČ           |        |                                                    |                                                             |
| FC Curych                         | 2 – 5  | Real Madrid                                        | Letzigrund, Curych diváci: 24,424 rozhodčí: Martin Atkinson |
| Margairaz 64' (pen.) Aegerter 65' | report | Ronaldo 27', 89' Raúl 34' Higuaín 45+1' Guti 90+4' | Letzigrund, Curych diváci: 24,424 rozhodčí: Martin Atkinson |

| 15. září 2009 20:45 SEČ |        |                  |                                                                     |
| Marseille               | 1 – 2  | AC Milán         | Stade Vélodrome, Marseille diváci: 55,434 rozhodčí: Claus Bo Larsen |
| Heinze 49'              | report | Inzaghi 28', 74' | Stade Vélodrome, Marseille diváci: 55,434 rozhodčí: Claus Bo Larsen |

| 30. září 2009 20:45 SEČ |        |             |                                                         |
| AC Milán                | 0 – 1  | FC Curych   | San Siro, Miláno diváci: 32,439 rozhodčí: Florian Meyer |
|                         | report | Tihinen 10' | San Siro, Miláno diváci: 32,439 rozhodčí: Florian Meyer |

| 30. září 2009 20:45 SEČ          |        |           |                                                                           |
| Real Madrid                      | 3 – 0  | Marseille | Estadio Santiago Bernabéu, Madrid diváci: 67,244 rozhodčí: Martin Hansson |
| Ronaldo 58', 64' Kaká 61' (pen.) | report |           | Estadio Santiago Bernabéu, Madrid diváci: 67,244 rozhodčí: Martin Hansson |

| 21. října 2009 20:45 SEČ |        |                         |                                                                               |
| Real Madrid              | 2 – 3  | AC Milán                | Estadio Santiago Bernabéu, Madrid diváci: 71,569 rozhodčí: Frank De Bleeckere |
| Raúl 19' Drenthe 76'     | report | Pirlo 62' Pato 66', 88' | Estadio Santiago Bernabéu, Madrid diváci: 71,569 rozhodčí: Frank De Bleeckere |

| 21. října 2009 20:45 SEČ |        |            |                                                           |
| Real Madrid              | 0 – 1  | Marseille  | Letzigrund, Curych diváci: 22,300 rozhodčí: Damir Skomina |
|                          | report | Heinze 69' | Letzigrund, Curych diváci: 22,300 rozhodčí: Damir Skomina |

| 3. listopadu 2009 20:45 SEČ |        |             |                                                       |
| AC Milán                    | 1 – 1  | Real Madrid | San Siro, Miláno diváci: 75,092 rozhodčí: Felix Brych |
| Ronaldinho 35' (pen.)       | report | Benzema 29' | San Siro, Miláno diváci: 75,092 rozhodčí: Felix Brych |

| 3. listopadu 2009 20:45 SEČ                                               |        |              |                                                                   |
| Marseille                                                                 | 6 – 1  | FC Curych    | Stade Vélodrome, Marseille diváci: 56,282 rozhodčí: Craig Thomson |
| Aegerter 3' (vl.) Abriel 11' Niang 51' Hilton 80' Cheyrou 87' Brandão 90' | report | Alphonse 31' | Stade Vélodrome, Marseille diváci: 56,282 rozhodčí: Craig Thomson |

| 25. listopadu 2009 20:45 SEČ |        |           |                                                                        |
| Real Madrid                  | 1 – 0  | FC Curych | Estadio Santiago Bernabéu, Madrid diváci: 67,867 rozhodčí: Alain Hamer |
| Higuaín 21'                  | report |           | Estadio Santiago Bernabéu, Madrid diváci: 67,867 rozhodčí: Alain Hamer |

| 25. listopadu 2009 20:45 SEČ |        |           |                                                       |
| AC Milán                     | 1 – 1  | Marseille | San Siro, Miláno diváci: 49,063 rozhodčí: Howard Webb |
| Borriello 10'                | report | Lucho 16' | San Siro, Miláno diváci: 49,063 rozhodčí: Howard Webb |

| 8. prosince 2009 20:45 SEČ |        |                       |                                                           |
| FC Curych                  | 1 – 1  | AC Milán              | Letzigrund, Curych diváci: 24,100 rozhodčí: Pedro Proença |
| Gajić 29'                  | report | Ronaldinho 64' (pen.) | Letzigrund, Curych diváci: 24,100 rozhodčí: Pedro Proença |

| 8. prosince 2009 20:45 SEČ |        |                            |                                                                    |
| Marseille                  | 1 – 3  | Real Madrid                | Stade Vélodrome, Marseille diváci: 55,722 rozhodčí: Wolfgang Stark |
| Lucho 11'                  | report | Ronaldo 5', 80' Albiol 60' | Stade Vélodrome, Marseille diváci: 55,722 rozhodčí: Wolfgang Stark |

## Skupina D
| Klub            | Z | V | R | P | GV | GO | GR | B  |
| --------------- | - | - | - | - | -- | -- | -- | -- |
| Chelsea FC      | 6 | 4 | 2 | 0 | 11 | 4  | +7 | 14 |
| FC Porto        | 6 | 4 | 0 | 2 | 8  | 3  | +5 | 12 |
| Atlético Madrid | 6 | 0 | 3 | 3 | 3  | 12 | −9 | 3  |
| APOEL FC        | 6 | 0 | 3 | 3 | 4  | 7  | −3 | 3  |

| 15. září 2009 20:45 SEČ |        |          |                                                                   |
| Chelsea FC              | 1 – 0  | FC Porto | Stamford Bridge, Londýn diváci: 40,917 rozhodčí: Matteo Trefoloni |
| Anelka 48'              | report |          | Stamford Bridge, Londýn diváci: 40,917 rozhodčí: Matteo Trefoloni |

| 15. září 2009 20:45 SEČ |        |          |                                                                         |
| Atlético Madrid         | 0 – 0  | APOEL FC | Estadio Vicente Calderón, Madrid diváci: 30,628 rozhodčí: Craig Thomson |
|                         | report |          | Estadio Vicente Calderón, Madrid diváci: 30,628 rozhodčí: Craig Thomson |

| 30. září 2009 20:45 SEČ |        |            |                                                              |
| APOEL FC                | 0 – 1  | Chelsea FC | GSP Stadium, Nikósie diváci: 21,657 rozhodčí: Bertrand Layec |
|                         | report | Anelka 18' | GSP Stadium, Nikósie diváci: 21,657 rozhodčí: Bertrand Layec |

| 30. září 2009 20:45 SEČ |        |                 |                                                                  |
| FC Porto                | 2 – 0  | Atlético Madrid | Estádio do Dragão, Porto diváci: 37,609 rozhodčí: Nicola Rizzoli |
| Falcao 75' Rolando 82'  | report |                 | Estádio do Dragão, Porto diváci: 37,609 rozhodčí: Nicola Rizzoli |

| 21. října 2009 20:45 SEČ |        |                          |                                                               |
| FC Porto                 | 2 – 1  | APOEL FC                 | Estádio do Dragão, Porto diváci: 31,212 rozhodčí: Felix Brych |
| Hulk 33', 48' (pen.)     | report | Álvaro Pereira 22' (vl.) | Estádio do Dragão, Porto diváci: 31,212 rozhodčí: Felix Brych |

| 21. října 2009 20:45 SEČ                     |        |                 |                                                                |
| Chelsea FC                                   | 4 – 0  | Atlético Madrid | Stamford Bridge, Londýn diváci: 39,997 rozhodčí: Florian Meyer |
| Kalou 41', 52' Lampard 69' Perea 90+1' (vl.) | report |                 | Stamford Bridge, Londýn diváci: 39,997 rozhodčí: Florian Meyer |

| 3. listopadu 2009 20:45 SEČ |        |            |                                                             |
| APOEL FC                    | 0 – 1  | FC Porto   | GSP Stadium, Nikósie diváci: 20,825 rozhodčí: Damir Skomina |
|                             | report | Falcao 84' | GSP Stadium, Nikósie diváci: 20,825 rozhodčí: Damir Skomina |

| 3. listopadu 2009 20:45 SEČ |        |                 |                                                                         |
| Atlético Madrid             | 2 – 2  | Chelsea FC      | Estadio Vicente Calderón, Madrid diváci: 36,284 rozhodčí: Bjorn Kuipers |
| Agüero 66', 90+1'           | report | Drogba 82', 88' | Estadio Vicente Calderón, Madrid diváci: 36,284 rozhodčí: Bjorn Kuipers |

| 25. listopadu 2009 20:45 SEČ |        |            |                                                                  |
| FC Porto                     | 0 – 1  | Chelsea FC | Estádio do Dragão, Porto diváci: 38,410 rozhodčí: Jonas Eriksson |
|                              | report | Anelka 69' | Estádio do Dragão, Porto diváci: 38,410 rozhodčí: Jonas Eriksson |

| 25. listopadu 2009 20:45 SEČ |        |                 |                                                                  |
| APOEL FC                     | 1 – 1  | Atlético Madrid | GSP Stadium, Nikósie diváci: 21,178 rozhodčí: Frank De Bleeckere |
| Mirosavljević 5'             | report | Simão 62'       | GSP Stadium, Nikósie diváci: 21,178 rozhodčí: Frank De Bleeckere |

| 8. prosince 2009 20:45 SEČ |        |                               |                                                                   |
| Chelsea FC                 | 2 – 2  | APOEL FC                      | Stamford Bridge, Londýn diváci: 40,917 rozhodčí: Matteo Trefoloni |
| Essien 19' Drogba 26'      | report | Żewłakow 6' Mirosavljević 87' | Stamford Bridge, Londýn diváci: 40,917 rozhodčí: Matteo Trefoloni |

| 8. prosince 2009 20:45 SEČ |        |                                    |                                                                           |
| Atlético Madrid            | 0 – 3  | FC Porto                           | Estadio Vicente Calderón, Madrid diváci: 24,603 rozhodčí: Stéphane Lannoy |
|                            | report | Bruno Alves 2' Falcao 14' Hulk 76' | Estadio Vicente Calderón, Madrid diváci: 24,603 rozhodčí: Stéphane Lannoy |

## Skupina E
| Klub           | Z | V | R | P | GV | GO | GR  | B  |
| -------------- | - | - | - | - | -- | -- | --- | -- |
| Fiorentina     | 6 | 5 | 0 | 1 | 14 | 7  | +7  | 15 |
| Olympique Lyon | 6 | 4 | 1 | 1 | 12 | 3  | +9  | 13 |
| Liverpool FC   | 6 | 2 | 1 | 3 | 5  | 7  | -2  | 7  |
| Debrecen       | 6 | 0 | 0 | 6 | 5  | 19 | -14 | 0  |

| 16. září 2009 20:45 SEČ |        |          |                                                           |
| Liverpool FC            | 1 – 0  | Debrecen | Anfield, Liverpool diváci: 41,591 rozhodčí: Pedro Proença |
| Dirk Kuijt 45+1'        | report |          | Anfield, Liverpool diváci: 41,591 rozhodčí: Pedro Proença |

| 16. září 2009 20:45 SEČ |        |            |                                                          |
| Olympique Lyon          | 1 – 0  | Fiorentina | Stade Gerland, Lyon diváci: 37,169 rozhodčí: Pieter Vink |
| Pjanić 76'              | report |            | Stade Gerland, Lyon diváci: 37,169 rozhodčí: Pieter Vink |

| 29. září 2009 20:45 SEČ |        |              |                                                                        |
| Fiorentina              | 2 – 0  | Liverpool FC | Stadio Artemio Franchi, Florencie diváci: 33,426 rozhodčí: Felix Brych |
| Jovetić 28', 37'        | report |              | Stadio Artemio Franchi, Florencie diváci: 33,426 rozhodčí: Felix Brych |

| 29. září 2009 20:45 SEČ |        |                                             |                                                                             |
| Debrecen                | 0 – 4  | Olympique Lyon                              | Stadium Puskás Ferenc, Budapešť diváci: 41,600 rozhodčí: Tom Henning Øvrebø |
|                         | report | Källström 3' Pjanić 13' Govou 24' Gomis 51' | Stadium Puskás Ferenc, Budapešť diváci: 41,600 rozhodčí: Tom Henning Øvrebø |

| 20. října 2009 20:45 SEČ                |        |                                        |                                                                        |
| Debrecen                                | 3 – 4  | Fiorentina                             | Stadium Puskás Ferenc, Budapešť diváci: 41,500 rozhodčí: Craig Thomson |
| Czvitkovics 2' Rudolf 28' Coulibaly 88' | report | Mutu 6', 20' Gilardino 10' Santana 37' | Stadium Puskás Ferenc, Budapešť diváci: 41,500 rozhodčí: Craig Thomson |

| 20. října 2009 20:45 SEČ |        |                            |                                                                      |
| Liverpool FC             | 1 – 2  | Olympique Lyon             | Anfield, Liverpool diváci: 41,562 rozhodčí: Alberto Undiano Mallenco |
| Josi Benajun 41'         | report | Gonalons 72' Delgado 90+1' | Anfield, Liverpool diváci: 41,562 rozhodčí: Alberto Undiano Mallenco |

| 4. listopadu 2009 20:45 SEČ                                      |        |                          |                                                                                   |
| Fiorentina                                                       | 5 – 2  | Debrecen                 | Stadio Artemio Franchi, Florencie diváci: 19,676 rozhodčí: Manuel Mejuto González |
| Mutu 14' Dainelli 52' Montolivo 59' Marchionni 61' Gilardino 74' | report | Rudolf 38' Coulibaly 70' | Stadio Artemio Franchi, Florencie diváci: 19,676 rozhodčí: Manuel Mejuto González |

| 4. listopadu 2009 20:45 SEČ |        |              |                                                                 |
| Olympique Lyon              | 1 – 1  | Liverpool FC | Stade Gerland, Lyon diváci: 39,180 rozhodčí: Frank De Bleeckere |
| Lisandro 90'                | report | Babel 83'    | Stade Gerland, Lyon diváci: 39,180 rozhodčí: Frank De Bleeckere |

| 24. listopadu 2009 20:45 SEČ |        |              |                                                                        |
| Debrecen                     | 0 – 1  | Liverpool FC | Stadium Puskás Ferenc, Budapešť diváci: 41,500 rozhodčí: Bjorn Kuipers |
|                              | report | N'Gog 4'     | Stadium Puskás Ferenc, Budapešť diváci: 41,500 rozhodčí: Bjorn Kuipers |

| 24. listopadu 2009 20:45 SEČ |        |                |                                                                                 |
| Fiorentina                   | 1 – 0  | Olympique Lyon | Stadio Artemio Franchi, Florencie diváci: 34,301 rozhodčí: Olegário Benquerença |
| Vargas 28' (pen.)            | report |                | Stadio Artemio Franchi, Florencie diváci: 34,301 rozhodčí: Olegário Benquerença |

| 9. prosince 2009 20:45 SEČ |        |                               |                                                           |
| Liverpool FC               | 1 – 2  | Fiorentina                    | Anfield, Liverpool diváci: 40,863 rozhodčí: Damir Skomina |
| Josi Benajun 43'           | report | Jørgensen 63' Gilardino 90+2' | Anfield, Liverpool diváci: 40,863 rozhodčí: Damir Skomina |

| 9. prosince 2009 20:45 SEČ                   |        |          |                                                            |
| Olympique Lyon                               | 4 – 0  | Debrecen | Stade Gerland, Lyon diváci: 36,884 rozhodčí: Florian Meyer |
| Gomis 25' Bastos 45' Pjanić 59' Cissokho 76' | report |          | Stade Gerland, Lyon diváci: 36,884 rozhodčí: Florian Meyer |

## Skupina F
| Klub            | Z | V | R | P | GV | GO | GR | B  |
| --------------- | - | - | - | - | -- | -- | -- | -- |
| Barcelona       | 6 | 3 | 2 | 1 | 7  | 3  | +4 | 11 |
| Inter Miláno    | 6 | 2 | 3 | 1 | 7  | 6  | +1 | 9  |
| FK Rubin Kazaň  | 6 | 1 | 3 | 2 | 4  | 7  | -3 | 6  |
| FK Dynamo Kyjev | 6 | 1 | 2 | 3 | 7  | 9  | -2 | 5  |

| 16. září 2009 20:45 SEČ |        |           |                                                          |
| Inter Miláno            | 0 – 0  | Barcelona | San Siro, Miláno diváci: 77,321 rozhodčí: Wolfgang Stark |
|                         | report |           | San Siro, Miláno diváci: 77,321 rozhodčí: Wolfgang Stark |

| 16. září 2009 20:45 SEČ               |        |                |                                                                       |
| FK Dynamo Kyjev                       | 3 – 1  | FK Rubin Kazaň | Lobanovsky Dynamo Stadium, Kyjev diváci: 15,000 rozhodčí: Alain Hamer |
| Yussuf 71' Magrão 79' Oleh Husjev 85' | report | Domínguez 25'  | Lobanovsky Dynamo Stadium, Kyjev diváci: 15,000 rozhodčí: Alain Hamer |

| 29. září 2009 18:30 SEČ |        |               |                                                             |
| FK Rubin Kazaň          | 1 – 1  | Inter Miláno  | Central Stadium, Kazaň diváci: 23 670 rozhodčí: Terje Hauge |
| Domínguez 11'           | report | Stanković 27' | Central Stadium, Kazaň diváci: 23 670 rozhodčí: Terje Hauge |

| 29. září 2009 20:45 SEČ |        |                 |                                                            |
| Barcelona               | 2 – 0  | FK Dynamo Kyjev | Camp Nou, Barcelona diváci: 68 221 rozhodčí: Bjorn Kuipers |
| Messi 26' Pedro 76'     | report |                 | Camp Nou, Barcelona diváci: 68 221 rozhodčí: Bjorn Kuipers |

| 20. října 2009 20:45 SEČ |        |                           |                                                              |
| Barcelona                | 1 – 2  | FK Rubin Kazaň            | Camp Nou, Barcelona diváci: 55 930 rozhodčí: Laurent Duhamel |
| Ibrahimović 48'          | report | Rjazancev 2' Gökdeniz 73' | Camp Nou, Barcelona diváci: 55 930 rozhodčí: Laurent Duhamel |

| 20. října 2009 20:45 SEČ |        |                             |                                                           |
| Inter Miláno             | 2 – 2  | FK Dynamo Kyjev             | San Siro, Miláno diváci: 34,721 rozhodčí: Martin Atkinson |
| Stanković 35' Samuel 47' | report | Mykhalyk 5' Lúcio 40' (vl.) | San Siro, Miláno diváci: 34,721 rozhodčí: Martin Atkinson |

| 4. listopadu 2009 18:30 SEČ |        |           |                                                               |
| FK Rubin Kazaň              | 0 – 0  | Barcelona | Central Stadium, Kazaň diváci: 24 600 rozhodčí: Konrad Plautz |
|                             | report |           | Central Stadium, Kazaň diváci: 24 600 rozhodčí: Konrad Plautz |

| 4. listopadu 2009 20:45 SEČ |        |                         |                                                                          |
| FK Dynamo Kyjev             | 1 – 2  | Inter Miláno            | Lobanovsky Dynamo Stadium, Kyjev diváci: 15 900 rozhodčí: Bertrand Layec |
| Andrij Ševčenko 21'         | report | Milito 86' Sneijder 89' | Lobanovsky Dynamo Stadium, Kyjev diváci: 15 900 rozhodčí: Bertrand Layec |

| 24. listopadu 2009 18:30 SEČ |        |                 |                                                             |
| FK Rubin Kazaň               | 0 – 0  | FK Dynamo Kyjev | Central Stadium, Kazaň diváci: 23 185 rozhodčí: Felix Brych |
|                              | report |                 | Central Stadium, Kazaň diváci: 23 185 rozhodčí: Felix Brych |

| 24. listopadu 2009 20:45 SEČ |        |              |                                                              |
| Barcelona                    | 2 – 0  | Inter Miláno | Camp Nou, Barcelona diváci: 93 524 rozhodčí: Massimo Busacca |
| Piqué 10' Pedro 26'          | report |              | Camp Nou, Barcelona diváci: 93 524 rozhodčí: Massimo Busacca |

| 9. prosince 2009 20:45 SEČ |        |                |                                                       |
| Inter Miláno               | 2 – 0  | FK Rubin Kazaň | San Siro, Miláno diváci: 49 539 rozhodčí: Pieter Vink |
| Eto'o 31' Balotelli 64'    | report |                | San Siro, Miláno diváci: 49 539 rozhodčí: Pieter Vink |

| 9. prosince 2009 20:45 SEČ |        |                    |                                                                       |
| FK Dynamo Kyjev            | 1 – 2  | Barcelona          | Lobanovsky Dynamo Stadium, Kyjev diváci: 16 300 rozhodčí: Howard Webb |
| Milevskiy 2'               | report | Xavi 33' Messi 86' | Lobanovsky Dynamo Stadium, Kyjev diváci: 16 300 rozhodčí: Howard Webb |

## Skupina G
| Klub            | Z | V | R | P | GV | GO | GR | B  |
| --------------- | - | - | - | - | -- | -- | -- | -- |
| Sevilla         | 6 | 4 | 1 | 1 | 11 | 4  | +7 | 13 |
| Stuttgart       | 6 | 2 | 3 | 1 | 9  | 7  | +2 | 9  |
| Unirea Urziceni | 6 | 2 | 2 | 2 | 8  | 8  | 0  | 8  |
| Rangers FC      | 6 | 0 | 2 | 4 | 4  | 13 | -9 | 2  |

| 16. září 2009 20:45 SEČ |        |               |                                                                         |
| Stuttgart               | 1 – 1  | Rangers FC    | Mercedes-Benz Arena, Stuttgart diváci: 39 000 rozhodčí: Massimo Busacca |
| Pogrebnyak 18'          | report | Bougherra 77' | Mercedes-Benz Arena, Stuttgart diváci: 39 000 rozhodčí: Massimo Busacca |

| 16. září 2009 20:45 SEČ       |        |                 |                                                                                  |
| Sevilla                       | 2 – 0  | Unirea Urziceni | Estadio Ramón Sánchez Pizjuán, Sevilla diváci: 37,500 rozhodčí: Matteo Trefoloni |
| Luís Fabiano 45+1' Renato 70' | report |                 | Estadio Ramón Sánchez Pizjuán, Sevilla diváci: 37,500 rozhodčí: Matteo Trefoloni |

| 29. září 2009 20:45 SEČ |        |           |                                                                     |
| Unirea Urziceni         | 1 – 1  | Stuttgart | Stadionul Steaua, Bukurešť diváci: 13,557 rozhodčí: Laurent Duhamel |
| Varga 48'               | report | Tasci 5'  | Stadionul Steaua, Bukurešť diváci: 13,557 rozhodčí: Laurent Duhamel |

| 29. září 2009 20:45 SEČ |        |                                                    |                                                                |
| Rangers FC              | 1 – 4  | Sevilla                                            | Ibrox Stadium, Glasgow diváci: 40,572 rozhodčí: Jonas Eriksson |
| Novo 88'                | report | Konko 50' Adriano 64' Luís Fabiano 72' Kanouté 74' | Ibrox Stadium, Glasgow diváci: 40,572 rozhodčí: Jonas Eriksson |

| 20. října 2009 20:45 SEČ |        |                                                                |                                                                |
| Rangers FC               | 1 – 4  | Unirea Urziceni                                                | Ibrox Stadium, Glasgow diváci: 39,476 rozhodčí: Eric Braamhaar |
| Vilana 2' (vl.)          | report | Bilaşco 32' Lafferty 49' (vl.) McCulloch 59' (vl.) Brandán 65' | Ibrox Stadium, Glasgow diváci: 39,476 rozhodčí: Eric Braamhaar |

| 20. října 2009 20:45 SEČ |        |                              |                                                                     |
| Stuttgart                | 1 – 3  | Sevilla                      | Mercedes-Benz Arena, Stuttgart diváci: 37 000 rozhodčí: Pieter Vink |
| Élson 74'                | report | Squillaci 23', 72' Navas 55' | Mercedes-Benz Arena, Stuttgart diváci: 37 000 rozhodčí: Pieter Vink |

| 4. listopadu 2009 20:45 SEČ |        |               |                                                                    |
| Unirea Urziceni             | 1 – 1  | Rangers FC    | Stadionul Steaua, Bukurešť diváci: 9,923 rozhodčí: Claus Bo Larsen |
| Onofraş 88'                 | report | McCulloch 79' | Stadionul Steaua, Bukurešť diváci: 9,923 rozhodčí: Claus Bo Larsen |

| 4. listopadu 2009 20:45 SEČ |        |                |                                                                                 |
| Sevilla                     | 1 – 1  | Stuttgart      | Estadio Ramón Sánchez Pizjuán, Sevilla diváci: 32,669 rozhodčí: Martin Atkinson |
| Navas 14'                   | report | Kuzmanović 79' | Estadio Ramón Sánchez Pizjuán, Sevilla diváci: 32,669 rozhodčí: Martin Atkinson |

| 24. listopadu 2009 20:45 SEČ |        |                         |                                                                 |
| Rangers FC                   | 0 – 2  | Stuttgart               | Ibrox Stadium, Glasgow diváci: 41,468 rozhodčí: Roberto Rosetti |
|                              | report | Rudy 16' Kuzmanović 59' | Ibrox Stadium, Glasgow diváci: 41,468 rozhodčí: Roberto Rosetti |

| 24. listopadu 2009 20:45 SEČ |        |         |                                                                        |
| Unirea Urziceni              | 1 – 0  | Sevilla | Stadionul Steaua, Bukurešť diváci: 10,007 rozhodčí: Tom Henning Øvrebø |
| Dragutinović 45' (vl.)       | report |         | Stadionul Steaua, Bukurešť diváci: 10,007 rozhodčí: Tom Henning Øvrebø |

| 9. prosince 2009 20:45 SEČ         |        |                 |                                                                       |
| Stuttgart                          | 3 – 1  | Unirea Urziceni | Mercedes-Benz Arena, Stuttgart diváci: 37 000 rozhodčí: Viktor Kassai |
| Marica 5' Träsch 8' Pogrebnyak 11' | report | Semedo 46'      | Mercedes-Benz Arena, Stuttgart diváci: 37 000 rozhodčí: Viktor Kassai |

| 9. prosince 2009 20:45 SEČ |        |            |                                                                                |
| Sevilla                    | 1 – 0  | Rangers FC | Estadio Ramón Sánchez Pizjuán, Sevilla diváci: 31,560 rozhodčí: Bertrand Layec |
| Kanouté 8' (pen.)          | report |            | Estadio Ramón Sánchez Pizjuán, Sevilla diváci: 31,560 rozhodčí: Bertrand Layec |

## Skupina H
| Klub           | Z | V | R | P | GV | GO | GR | B  |
| -------------- | - | - | - | - | -- | -- | -- | -- |
| Arsenal FC     | 6 | 4 | 1 | 1 | 12 | 5  | +7 | 13 |
| Olympiakos     | 6 | 3 | 1 | 2 | 4  | 5  | -1 | 10 |
| Standard Liège | 6 | 1 | 2 | 3 | 7  | 9  | -2 | 5  |
| AZ Alkmaar     | 6 | 0 | 4 | 2 | 4  | 8  | 4  | 4  |

| 16. září 2009 20:45 SEČ |        |            |                                                                   |
| Olympiakos              | 1 – 0  | AZ Alkmaar | Karaiskakis Stadium, Atény diváci: 29,018 rozhodčí: Viktor Kassai |
| Torosidis 79'           | report |            | Karaiskakis Stadium, Atény diváci: 29,018 rozhodčí: Viktor Kassai |

| 16. září 2009 20:45 SEČ        |        |                                        |                                                                                    |
| Standard Liège                 | 2 – 3  | Arsenal FC                             | Stade Maurice Dufrasne, Lutych diváci: 23,022 rozhodčí: Eduardo Iturralde González |
| Mangala 3' Jovanović 5' (pen.) | report | Bendtner 45' Vermaelen 77' Eduardo 81' | Stade Maurice Dufrasne, Lutych diváci: 23,022 rozhodčí: Eduardo Iturralde González |

| 29. září 2009 20:45 SEČ    |        |            |                                                                   |
| Arsenal FC                 | 2 – 0  | Olympiakos | Emirates Stadium, Londýn diváci: 59,884 rozhodčí: Stéphane Lannoy |
| Van Persie 78' Aršavin 86' | report |            | Emirates Stadium, Londýn diváci: 59,884 rozhodčí: Stéphane Lannoy |

| 29. září 2009 20:45 SEČ |        |                |                                                              |
| AZ Alkmaar              | 1 – 1  | Standard Liège | DSB Stadion, Alkmaar diváci: 16,373 rozhodčí: Wolfgang Stark |
| El Hamdaoui 48'         | report | Traoré 90+1'   | DSB Stadion, Alkmaar diváci: 16,373 rozhodčí: Wolfgang Stark |

| 20. října 2009 20:45 SEČ |        |              |                                                              |
| AZ Alkmaar               | 1 – 1  | Arsenal FC   | DSB Stadion, Alkmaar diváci: 16,666 rozhodčí: Martin Hansson |
| Mendes da Silva 90+3'    | report | Fàbregas 36' | DSB Stadion, Alkmaar diváci: 16,666 rozhodčí: Martin Hansson |

| 20. října 2009 20:45 SEČ      |        |                |                                                                   |
| Olympiakos                    | 2 – 1  | Standard Liège | Karaiskakis Stadium, Atény diváci: 29,889 rozhodčí: Pedro Proença |
| Mitroglou 43' Stoltidis 90+3' | report | De Camargo 37' | Karaiskakis Stadium, Atény diváci: 29,889 rozhodčí: Pedro Proença |

| 4. listopadu 2009 20:45 SEČ           |        |            |                                                               |
| Arsenal FC                            | 4 – 1  | AZ Alkmaar | Emirates Stadium, Londýn diváci: 59,345 rozhodčí: Alain Hamer |
| Fàbregas 25', 52' Nasri 43' Diaby 72' | report | Lens 82'   | Emirates Stadium, Londýn diváci: 59,345 rozhodčí: Alain Hamer |

| 4. listopadu 2009 20:45 SEČ |        |            |                                                                        |
| Standard Liège              | 2 – 0  | Olympiakos | Stade Maurice Dufrasne, Lutych diváci: 24,787 rozhodčí: Nicola Rizzoli |
| Mbokani 31' Jovanović 88'   | report |            | Stade Maurice Dufrasne, Lutych diváci: 24,787 rozhodčí: Nicola Rizzoli |

| 24. listopadu 2009 20:45 SEČ |        |            |                                                                        |
| AZ Alkmaar                   | 0 – 0  | Olympiakos | DSB Stadion, Alkmaar diváci: 16,213 rozhodčí: Alberto Undiano Mallenco |
|                              | report |            | DSB Stadion, Alkmaar diváci: 16,213 rozhodčí: Alberto Undiano Mallenco |

| 24. listopadu 2009 20:45 SEČ |        |                |                                                                 |
| Arsenal FC                   | 2 – 0  | Standard Liège | Emirates Stadium, Londýn diváci: 59,941 rozhodčí: Konrad Plautz |
| Nasri 35' Denílson 45+2'     | report |                | Emirates Stadium, Londýn diváci: 59,941 rozhodčí: Konrad Plautz |

| 9. prosince 2009 20:45 SEČ |        |            |                                                                     |
| Olympiakos                 | 1 – 0  | Arsenal FC | Karaiskakis Stadium, Atény diváci: 30,277 rozhodčí: Lucílio Batista |
| Leonardo 47'               | report |            | Karaiskakis Stadium, Atény diváci: 30,277 rozhodčí: Lucílio Batista |

| 9. prosince 2009 20:45 SEČ |        |            |                                                                         |
| Standard Liège             | 1 – 1  | AZ Alkmaar | Stade Maurice Dufrasne, Lutych diváci: 24,359 rozhodčí: Martin Atkinson |
| Bolat 90+5'                | report | Lens 42'   | Stade Maurice Dufrasne, Lutych diváci: 24,359 rozhodčí: Martin Atkinson |